# Eduard Leo von Wedel
Eduard Leo von Wedel (auch: Eduard von Wedel und Eduard von Wedell; * 23. August 1803 in Blankensee; † 18. April oder 19. April 1868 in Hannover) war ein preußischer Oberst und erster Direktor des Militär-Reit-Instituts in Hannover.

## Leben
Eduard Leo war eines von zehn Kindern des pommerschen Rittergutsbesitzers Ernst von Wedel (1757–1827) auf Blankensee und der aus der Prignitz stammenden Henriette, geborene von Burghagen (1775–1835). Er heiratete am 29. März 1849 in Rathenow Karoline von Kameke aus Friedberg (* 17. März 1824). Der General Hermann von Wedel war sein Bruder, der Generallandschaftsdirektor Matthias von Köller sein Schwager, der Landwirt Ernst von Wedel sein Neffe und der auch als Autor zur Garnisonstadt Hannover hervorgetretene General und Leiter der Wehrmachtpropaganda Hasso von Wedel sein Enkel.
Nach der Schlacht bei Langensalza und der Annexion des Königreichs Hannover durch Preußen wurde das Militär-Reit-Institut aus Schwedt/Oder 1867 nach Hannover verlegt. Wedel, der das Kommando seit dem 17. September 1866 bereits in Schwedt als Major innegehabt hatte, übernahm auch in Hannover die Leitung der Offiziersreitschule.
Laut dem Adreßbuch der königlichen Residenzstadt Hannover für das Jahr 1868 war Oberst Eduard „v. Wedell“ mit Sitz „am Marstalle 5“ mit dem Roten Adlerorden IV. Klasse sowie mit dem Dienstauszeichnungskreuz ausgezeichnet worden. Außerdem war er Inhaber des russischen Sankt-Stanislaus-Ordens II. Klasse und des Ordens des Heiligen Wladimir IV. Klasse.
Der 1868 Verstorbene oder seine Ehefrau wurde in Rathenow beigesetzt.

## Wedelstraße
Die im Jahr der Machtergreifung durch die Nationalsozialismus 1933 im hannoverschen Stadtteil Vahrenwald angelegte Wedelstraße, die von der Rosenbergstraße zur Alvenslebenstraße führt, wurde nach dem ersten Direktor des Militär-Reit-Instituts benannt.